# Ħal Millieri
Hal Millieri (malt. Ħal-Millieri) – teren na Malcie, gdzie kiedyś istniała osada o tej samej nazwie.
Hal Millieri leży na południu Malty, pomiędzy miejscowościami Żurrieq, Mqabba, Qrendi i Kirkop. Dziś, mimo bliskiego sąsiedztwa Mqabby, administracyjnie należy do Żurrieq.
Znaleziska na tym terenie wskazują, że wioska powstała bardzo dawno, prawdopodobnie w czasach rzymskich. Najstarszy zachowany dokument wzmiankujący Hal Millieri, datowany jest na 1419. Mówi on o 14 rodzinach, zamieszkujących ten teren, członkowie których mogli być potomkami ludzi mieszkających tutaj w czasach arabskich. Pracowali oni na polach, które wydaje się były bardzo żyzne. Fakt, że w tym rejonie stwierdzono dużą liczbę cystern i studni, będących bardzo ważnymi dla osady rolniczej potwierdza, że Hal Millieri w tamtych czasach był zamieszkały przez rolników.

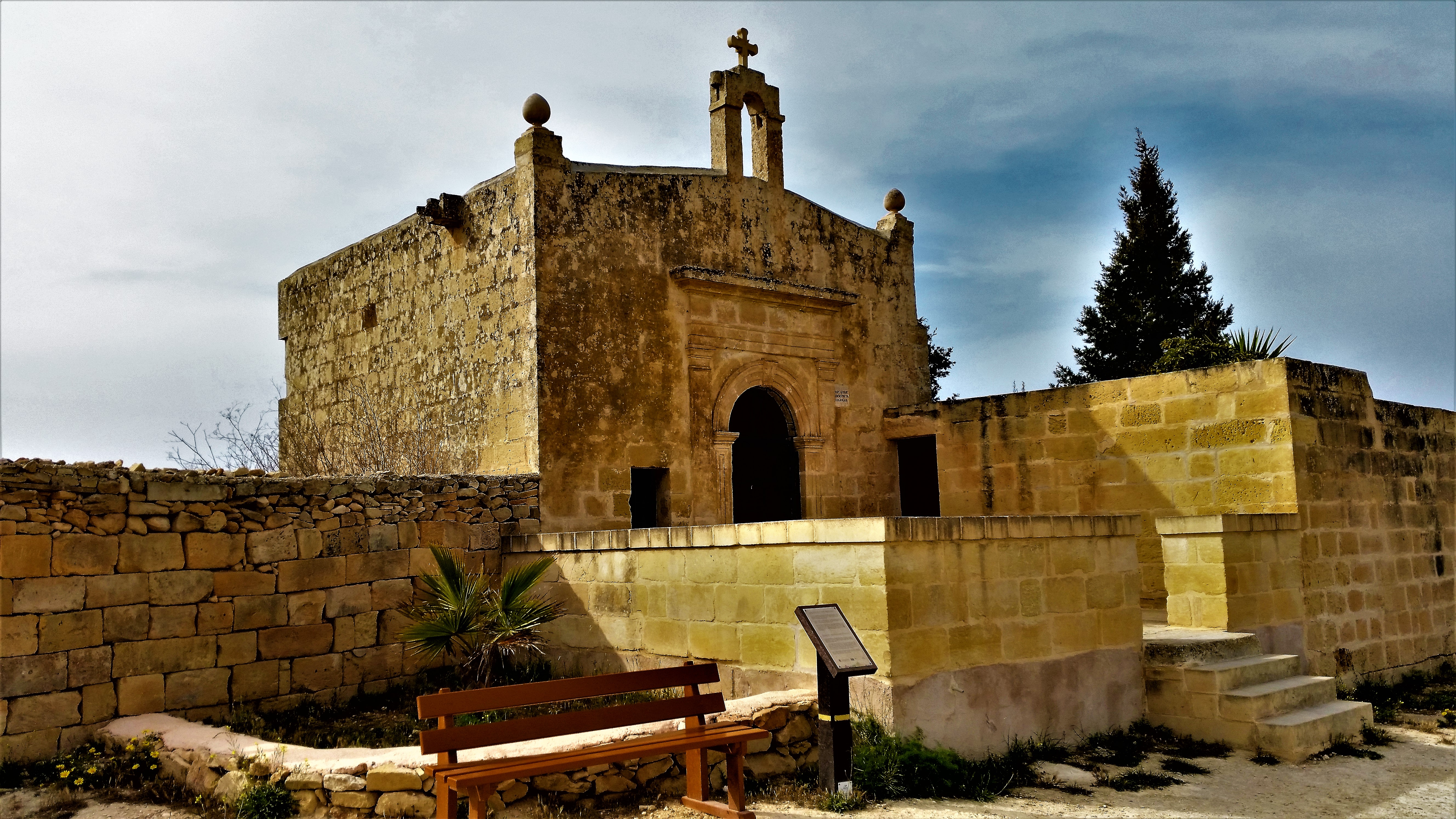
Kaplica św. Jana Ewangelisty – dziś wśród pól, kiedyś stała w centrum Hal Millieri

W Hal Millieri stały cztery kościoły, z których dwa są zachowane do dzisiaj. Są to kaplica Zwiastowania oraz kaplica św. Jana Ewangelisty. Dwa pozostałe, nie zachowane do dzisiaj, to kaplica Nawiedzenia, kiedyś stojąca obok tej pierwszej, oraz kaplica św. Michała Archanioła, dawniej przylegająca do drugiej.
Z dokumentów znalezionych i opublikowanych przez Anthony’ego Luttrella w książce „Ħal Millieri: A Maltese Casale, Its Churches and Paintings” wynika, że wioska skupiona była wokół kościoła św. Jana Ewangelisty. I rzeczywiście, główny plac wiejski był przed kościołem. Liczba mieszkańców wioski pozostawała stała do początków XVII wieku, by następnie drastycznie spaść z końcem tegoż wieku, z ostatnim zapisem urodzenia w 1711. Od tego roku wieś się wyludniła, i wszystko co z niej pozostało to dwie wspomniane kaplice pośród pól, które kiedyś tworzyły osadę.